# هدیه (بازی تاج‌وتخت)
«هدیه» (انگلیسی: The Gift) قسمت هفتم از فصل پنجمِ مجموعهٔ تلویزیونیِ خیال‌پردازانهٔ بازی تاج‌وتخت و قسمت ۴۷ از کلِ این سریال است.
فیلم‌نامه‌نویس‌های این قسمت دیوید بنیاف و دی. بی. وایس، و کارگردان آن میگل سپاچنیک است.
این قسمت از سریال که در ۲۴ مه ۲۰۱۵ منتشر شد، آخرین حضور پیتر وان در مجموعه است.
عنوان سریال اشاره به صحنه‌ای دارد که جورا مورمنت خطاب به دنریس تارگرین می‌گوید برایش «هدیه‌ای» آورده‌است و سپس «تیریون لنیستر» در مقابل چشمان حیرت‌زدهٔ دنریس وارد می‌شود و هویت خود را برملا می‌کند.